# Сезон ФК «Арсенал» (Київ) 2003—2004
Сезон ФК «Арсенал» (Київ) 2003–2004 — 3-й сезон київського «Арсенала» у чемпіонатах України та другий повноцінний сезон команди у змаганнях найвищого рівня. За підсумками сезону клуб посів 9-те місце в чемпіонаті України та став учасником 1/8 фіналу Кубка України.
Порівняно з минулим сезоном команда постала у дещо іншому вигляді — клуб залишили лідери Гусєв та Полтавець, через травму майже не грав капітан торішнього «Арсеналу» Коновалов, через конфлікт з тренером місцем у воротах поступився основний кіпер команди Кернозенко. Натомість з'явилася велика кількість легіонерів з Балкан та ближнього зарубіжжя — Росії, Грузії та Вірменії, що призвело до відсутності зіграності між футболістами. Постійна ротація, особливо у захисній лінії, лише ускладнювала процес налагодження взаєморозуміння. Одним з лідерів колективу став білорус Сергій Омельянчук, який зміг продемонструвати свої найкращі якості після переведення у півзахист. Серед новачків найкраще зарекомендував себе росіянин Герман Кутарба, однак навіть його поява не змогла нівелювати усю неоднозначність трансферних рішень тренерського штабу.
Окрім усього, існування команди сколихнула подвійна трагедія, що сталася на початку 2004 року. Спочатку в ніч на 7 січня уві сні через серцеву недостатність помер основний форвард киян Шалва Апхазава, а менше ніж за два місяці потому, 29 лютого, під час тренування від вродженого пороку серця загинув гравець резервного складу Андрій Павицький. Причиною смерті останнього стала недбалість медичної служби клубу, що не доповіла тренеру «Арсенала-2» про проблеми Павицького зі здоров'ям, через які він не мав права займатися у загальній групі.

## Результати

### Кубок України
| 1/32 фіналу 10 серпня 2003 | «Поділля» (Хмельницький) | 1 – 3    | «Арсенал» (Київ)                                     | Хмельницький                                                |  |
| 17:00                      | Андрій Матвеєв 49'       | Протокол | Шалва Апхазава 4' Арман Карамян 40' Андрій Рябих 81' | Стадіон: «Поділля» Глядачі: 3,500 Суддя: Олександр Циганков |  |

| 1/16 фіналу 24 серпня 2003 | «Газовик-Скала» (Стрий) | 1 – 4    | «Арсенал» (Київ)                                                  | Стрий                                                   |  |
| 17:30                      | Дмитро Трухін 32'       | Протокол | Горан Брайкович 24', 78' Герман Кутарба 39' Еммануель Окодува 87' | Стадіон: «Сокіл» Глядачі: 10,000 Суддя: В'ячеслав Жуков |  |

| 1/8 фіналу 29 жовтня 2003 | «Дніпро» (Дніпропетровськ)                    | 3 – 0    | «Арсенал» (Київ) | Дніпропетровськ                                     |  |
| 18:00                     | Роман Максимюк 48' Дмитро Михайленко 51', 54' | Протокол |                  | Стадіон: «Метеор» Глядачі: 3,500 Суддя: Ігор Хіблін |  |

### Чемпіонат України
| 1 тур 12 липня 2003 | «Зірка» (Кіровоград) | 1 – 0    | «Арсенал» (Київ) | Кіровоград                                              |  |
| 18:00               | Роман Євменьєв 46'   | Протокол |                  | Стадіон: «Зірка» Глядачі: 7,500 Суддя: Василь Мельничук |  |

| 2 тур 17 липня 2003 | «Арсенал» (Київ)                     | 2 – 1    | «Оболонь» (Київ)        | Київ                                                            |  |
| 18:30               | Олексій Іванов 28' Андрій Чернов 80' | Протокол | В'ячеслав Терещенко 41' | Стадіон: НСК «Олімпійський» Глядачі: 2,300 Суддя: Ігор Ярменчук |  |

| 3 тур 22 липня 2003 | «Динамо» (Київ)                                 | 3 – 0    | «Арсенал» (Київ) | Київ                                                  |  |
| 20:00               | Єрко Леко 26' Максим Шацьких 29' Олег Гусєв 83' | Протокол |                  | Стадіон: «Динамо» Глядачі: 12,000 Суддя: Сергій Шебек |  |

| 4 тур 27 липня 2003 | «Арсенал» (Київ)     | 0 – 2    | «Іллічівець» (Маріуполь)                | Київ                                                            |  |
| 18:30               | Артавазд Карамян 23' | Протокол | Олексій Городов 7' Андрій Конюшенко 73' | Стадіон: НСК «Олімпійський» Глядачі: 1,500 Суддя: Ігор Подушкін |  |

| 5 тур 3 серпня 2003 | «Металург» (Донецьк)                                                                    | 4 – 2    | «Арсенал» (Київ)                      | Донецьк                                                  |  |
| 17:00               | Гоча Джамараулі 13' Сергій Ткаченко 45+1' Сергій Шищенко 87' Олександр Олексієнко 90+2' | Протокол | Андрій Рябих 88' Шалва Апхазава 90+3' | Стадіон: «Металург» Глядачі: 2,500 Суддя: Анатолій Жосан |  |

| 6 тур 17 серпня 2003 | «Арсенал» (Київ)                                                  | 4 – 0    | «Ворскла-Нафтогаз» (Полтава) | Київ                                                           |  |
| 18:00                | Шалва Апхазава 3' (пен.), 50' Василь Кардаш 32' Арман Карамян 52' | Протокол |                              | Стадіон: НСК «Олімпійський» Глядачі: 3,500 Суддя: Олег Зубарєв |  |

| 7 тур 31 серпня 2003 | «Таврія» (Сімферополь) | 1 – 1    | «Арсенал» (Київ)   | Сімферополь                                                   |  |
| 17:00                | Денис Смирнов 44'      | Протокол | Герман Кутарба 68' | Стадіон: РСК «Локомотив» Глядачі: 5,000 Суддя: Олександр Кран |  |

| 8 тур 14 вересня 2003 | «Арсенал» (Київ)       | 1 – 0    | «Волинь» (Луцьк) | Київ                                                            |  |
| 18:00                 | Андрій Островський 32' | Протокол |                  | Стадіон: НСК «Олімпійський» Глядачі: 1,500 Суддя: Андрій Шандор |  |

| 9 тур 20 вересня 2003 | «Чорноморець» (Одеса)        | 1 – 1    | «Арсенал» (Київ)       | Одеса                                                   |  |
| 18:00                 | Олександр Косирін 73' (пен.) | Протокол | Андрій Островський 32' | Стадіон: Стадіон ЧМП Глядачі: 12,500 Суддя: Ігор Хіблін |  |

| 10 тур 28 вересня 2003 | «Шахтар» (Донецьк)                     | 2 – 1    | «Арсенал» (Київ)      | Донецьк                                                   |  |
| 18:00                  | Джуліус Агахова 10' Геннадій Зубов 38' | Протокол | Еммануель Окодува 16' | Стадіон: «Шахтар» Глядачі: 22,000 Суддя: Василь Мельничук |  |

| 11 тур 4 жовтня 2003 | «Арсенал» (Київ)                           | 2 – 0    | «Кривбас» (Кривий Ріг) | Київ                                                              |  |
| 18:00                | Євген Котов 58' (аг) Сергій Омельянчук 79' | Протокол |                        | Стадіон: НСК «Олімпійський» Глядачі: 2,500 Суддя: Віталій Годулян |  |

| 12 тур 19 жовтня 2003 | «Дніпро» (Дніпропетровськ) | 0 – 0    | «Арсенал» (Київ) | Дніпропетровськ                                           |  |
| 16:30                 |                            | Протокол |                  | Стадіон: «Метеор» Глядачі: 4,500 Суддя: Володимир Сіренко |  |

| 13 тур 25 жовтня 2003 | «Арсенал» (Київ)                         | 2 – 1    | «Металург» (Запоріжжя)      | Київ                                                            |  |
| 18:00                 | Герман Кутарба 13' Сергій Омельянчук 43' | Протокол | Андрій Островський 59' (аг) | Стадіон: НСК «Олімпійський» Глядачі: 1,500 Суддя: Андрій Шандор |  |

| 14 тур 2 листопада 2003 | «Борисфен» (Бориспіль) | 0 – 2    | «Арсенал» (Київ)                                                  | Бориспіль                                             |  |
| 14:00                   |                        | Протокол | Сергій Омельянчук 28' · Герман Кутарба 48' · Артавазд Карамян 56' | Стадіон: «Колос» Глядачі: 2,000 Суддя: Анатолій Жосан |  |

| 15 тур 9 листопада 2003 | «Арсенал» (Київ)                         | 2 – 1    | «Карпати» (Львів)                                         | Київ                                                             |  |
| 18:00                   | Герман Кутарба 26' Сергій Омельянчук 28' | Протокол | Тарас Кабанов 3' Сергій Даниловський 29' Сергій Мізін 80' | Стадіон: НСК «Олімпійський» Глядачі: 1,500 Суддя: Олександр Кран |  |

| 16 тур 14 березня 2004 | «Карпати» (Львів) | 0 – 0    | «Арсенал» (Київ) | Львів                                                          |  |
| 16:00                  |                   | Протокол |                  | Стадіон: «Україна» Глядачі: 17,000 Суддя: Олександр Горностаєв |  |

| 17 тур 20 березня 2004 | «Арсенал» (Київ)                       | 2 – 0    | «Борисфен» (Бориспіль) | Київ                                                            |  |
| 17:00                  | Герман Кутарба 50' Сергій Нагорняк 82' | Протокол |                        | Стадіон: НСК «Олімпійський» Глядачі: 2,500 Суддя: Андрій Шандор |  |

| 18 тур 27 березня 2004 | «Металург» (Запоріжжя) | 1 – 0    | «Арсенал» (Київ) | Запоріжжя                                             |  |
| 16:00                  | Олексій Годін 63'      | Протокол |                  | Стадіон: «АвтоЗАЗ» Глядачі: 5,500 Суддя: Олег Зубарєв |  |

| 19 тур 4 квітня 2004 | «Арсенал» (Київ)      | 1 – 1    | «Дніпро» (Дніпропетровськ) | Київ                                                              |  |
| 17:00                | Сергій Омельянчук 21' | Протокол | Олександр Рикун 8'         | Стадіон: НСК «Олімпійський» Глядачі: 3,500 Суддя: В'ячеслав Жуков |  |

| 20 тур 10 квітня 2004 | «Кривбас» (Кривий Ріг) | 1 – 1    | «Арсенал» (Київ)      | Кривий Ріг                                                  |  |
| 16:00                 | Тоні Алегбе 76'        | Протокол | Микола Наконечний 33' | Стадіон: «Металург» Глядачі: 14,500 Суддя: Валерій Курганов |  |

| 21 тур 16 квітня 2004 | «Арсенал» (Київ) | 0 – 0    | «Шахтар» (Донецьк) | Київ                                                                |  |
| 17:00                 |                  | Протокол |                    | Стадіон: НСК «Олімпійський» Глядачі: 6,000 Суддя: Володимир Сіренко |  |

| 22 тур 24 квітня 2004 | «Арсенал» (Київ)                         | 2 – 1    | «Чорноморець» (Одеса) | Київ                                                           |  |
| 17:00                 | Герман Кутарба 41' Костянтин Бабич 90+4' | Протокол | Бранимир Субашич 38'  | Стадіон: НСК «Олімпійський» Глядачі: 3,000 Суддя: Олег Зубарєв |  |

| 23 тур 2 травня 2004 | «Волинь» (Луцьк)                              | 2 – 1    | «Арсенал» (Київ)    | Луцьк                                                    |  |
| 18:00                | Володимир Гащин 45+1' (пен.) Василь Сачко 79' | Протокол | Костянтин Бабич 50' | Стадіон: «Авангард» Глядачі: 8,700 Суддя: Олександр Кран |  |

| 24 тур 9 травня 2004 | «Арсенал» (Київ)       | 1 – 0    | «Таврія» (Сімферополь) | Київ                                                            |  |
| 17:00                | Максим Аристархтов 89' | Протокол |                        | Стадіон: НСК «Олімпійський» Глядачі: 3,000 Суддя: Ігор Покидько |  |

| 25 тур 16 травня 2004 | «Ворскла-Нафтогаз» (Полтава)                                        | 4 – 2    | «Арсенал» (Київ)                          | Полтава                                                |  |
| 18:00                 | Гуванчмухамед Овеков 12' Карлос Фронтіні 75', 81' Сергій Шевцов 86' | Протокол | Роман Монарьов 26' Максим Аристархтов 32' | Стадіон: «Ворскла» Глядачі: 9,500 Суддя: Ігор Подушкін |  |

| 26 тур 22 травня 2004 | «Арсенал» (Київ)           | 2 – 3    | «Металург» (Донецьк)                                                  | Київ                                                            |  |
| 17:00                 | Максим Аристархтов 5', 42' | Протокол | Георгій Деметрадзе 36' (пен.) Ара Акопян 55' Олександр Олексієнко 77' | Стадіон: НСК «Олімпійський» Глядачі: 2,000 Суддя: Андрій Шандор |  |

| 27 тур 29 травня 2004 | «Іллічівець» (Маріуполь)   | 2 – 1    | «Арсенал» (Київ)     | Маріуполь                                                         |  |
| 18:00                 | Валентин Платонов 20', 32' | Протокол | Мірко Бунєвчевич 62' | Стадіон: «Іллічівець» Глядачі: 13,000 Суддя: Олександр Горностаєв |  |

| 28 тур 10 червня 2004 | «Арсенал» (Київ)    | 1 – 6    | «Динамо» (Київ)                                                                                | Київ                                                           |  |
| 19:00                 | Костянтин Бабич 55' | Протокол | Тіберіу Гіоане 20' Валентин Белькевич 22', 83', 90' (пен.) Максим Шацьких 24' Андрій Гусін 77' | Стадіон: НСК «Олімпійський» Глядачі: 6,000 Суддя: Сергій Шебек |  |

| 29 тур 15 червня 2004 | «Оболонь» (Київ)                                                | 3 – 1    | «Арсенал» (Київ)   | Київ                                                         |  |
| 19:00                 | Олександр Гребеножко 50' Олег Мазуренко 65' Віталій Міщенко 77' | Протокол | Олексій Іванов 82' | Стадіон: «Динамо» Глядачі: 1,800 Суддя: Олександр Горностаєв |  |

| 30 тур 19 червня 2004 | «Арсенал» (Київ)                                                       | 3 – 1    | «Зірка» (Кіровоград)     | Київ                                                            |  |
| 18:00                 | Костянтин Бабич 16' Сергій Омельянчук 40' (пен.) Еммануель Окодува 51' | Протокол | Володимир Постолатьєв 5' | Стадіон: НСК «Олімпійський» Глядачі: 800 Суддя: В'ячеслав Жуков |  |

## Склад
| Поз           | Ім'я                 | Народився  | Зріст | Вага | Ліга | Ліга  | Кубок | Кубок | Загалом | Загалом |
| Поз           | Ім'я                 | Народився  | Зріст | Вага | Ігор | Голів | Ігор  | Голів | Ігор    | Голів   |
| ------------- | -------------------- | ---------- | ----- | ---- | ---- | ----- | ----- | ----- | ------- | ------- |
| Воротарі:     |                      |            |       |      |      |       |       |       |         |         |
| ВР            | Ігор Бажан           | 02.12.1981 | 187   | 82   | 16   | -23   | 3     | -5    | 19      | -28     |
| ВР            | Ігор Шуховцев        | 13.07.1971 | 189   | 79   | 9    | -10   | 0     | 0     | 9       | -10     |
| ВР            | В'ячеслав Кернозенко | 04.06.1976 | 184   | 75   | 5    | -11   | 0     | 0     | 5       | -11     |
| Захисники:    |                      |            |       |      |      |       |       |       |         |         |
| ЗХ            | Олександр Першин     | 23.06.1977 | 182   | 79   | 28   | 0     | 2     | 0     | 30      | 0       |
| ЗХ            | Гела Шекіладзе       | 14.09.1970 | 178   | 73   | 13   | 0     | 3     | 0     | 16      | 0       |
| ЗХ            | Андрій Островський   | 13.09.1973 | 191   | 83   | 13   | 2     | 2     | 0     | 15      | 2       |
| ЗХ            | Мірко Бунєвчевич     | 05.02.1978 | 185   | 78   | 15   | 1     | 0     | 0     | 15      | 1       |
| ЗХ            | Андрій Чернов        | 19.10.1979 | 193   | 86   | 12   | 1     | 0     | 0     | 12      | 1       |
| ЗХ            | Віталій Розгон       | 23.03.1980 | 177   | 73   | 12   | 0     | 0     | 0     | 12      | 0       |
| ЗХ            | Ласло Боднар         | 25.02.1979 | 175   | 74   | 7    | 0     | 0     | 0     | 7       | 0       |
| ЗХ            | Олександр Клименко   | 11.02.1982 | 180   | 74   | 5    | 0     | 0     | 0     | 5       | 0       |
| ЗХ            | Олександр Орєхов     | 29.11.1983 | 198   | 92   | 4    | 0     | 0     | 0     | 4       | 0       |
| ЗХ            | Володимир Анікєєв    | 16.01.1976 | 183   | 76   | 2    | 0     | 0     | 0     | 2       | 0       |
| Півзахисники: |                      |            |       |      |      |       |       |       |         |         |
| ПЗ            | Сергій Омельянчук    | 08.08.1980 | 178   | 75   | 28   | 6     | 3     | 0     | 31      | 6       |
| ПЗ            | Олексій Іванов       | 09.01.1978 | 170   | 64   | 26   | 2     | 3     | 0     | 29      | 2       |
| ПЗ            | Герман Кутарба       | 10.09.1978 | 178   | 79   | 21   | 5     | 3     | 1     | 24      | 6       |
| ПЗ            | Микола Наконечний    | 10.09.1981 | 175   | 70   | 19   | 1     | 2     | 0     | 21      | 1       |
| ПЗ            | Івиця Пирич          | 24.01.1977 | 183   | 85   | 19   | 0     | 1     | 0     | 20      | 0       |
| ПЗ            | Василь Кардаш        | 14.01.1973 | 185   | 78   | 15   | 1     | 3     | 0     | 18      | 1       |
| ПЗ            | Сергій Нагорняк      | 05.09.1971 | 185   | 76   | 14   | 1     | 0     | 0     | 14      | 1       |
| ПЗ            | Артавазд Карамян     | 14.11.1979 | 177   | 66   | 11   | 1     | 3     | 0     | 14      | 1       |
| ПЗ            | Роман Монарьов       | 17.01.1980 | 184   | 78   | 12   | 1     | 0     | 0     | 12      | 1       |
| ПЗ            | Горан Брайкович      | 17.07.1978 | 180   | 71   | 6    | 0     | 2     | 2     | 8       | 2       |
| ПЗ            | Андрій Рябих         | 16.05.1982 | 178   | 72   | 5    | 1     | 1     | 1     | 6       | 2       |
| ПЗ            | Патрік Ібанда        | 05.09.1978 | 178   | 72   | 2    | 0     | 2     | 0     | 4       | 0       |
| ПЗ            | Сергій Коновалов     | 01.03.1972 | 180   | 77   | 3    | 0     | 0     | 0     | 3       | 0       |
| ПЗ            | Гуванчмухамед Овеков | 02.02.1981 | 174   | 70   | 3    | 0     | 0     | 0     | 3       | 0       |
| ПЗ            | Ігор Скоба           | 21.05.1982 | 189   | 83   | 2    | 0     | 0     | 0     | 2       | 0       |
| ПЗ            | Олександр Сонін      | 06.08.1983 | 176   | 70   | 1    | 0     | 0     | 0     | 1       | 0       |
| Нападники:    |                      |            |       |      |      |       |       |       |         |         |
| НП            | Еммануель Окодува    | 21.11.1983 | 185   | 81   | 21   | 2     | 2     | 1     | 23      | 3       |
| НП            | Шалва Апхазава       | 14.08.1980 | 171   | 77   | 12   | 3     | 3     | 1     | 15      | 4       |
| НП            | Арман Карамян        | 14.11.1979 | 175   | 64   | 9    | 1     | 3     | 1     | 13      | 2       |
| НП            | Костянтин Бабич      | 06.05.1975 | 184   | 77   | 12   | 4     | 0     | 0     | 12      | 4       |
| НП            | Максим Аристархов    | 09.03.1980 | 189   | ??   | 12   | 4     | 0     | 0     | 12      | 4       |
| НП            | Мацей Ковальчик      | 06.03.1977 | 181   | 73   | 12   | 0     | 0     | 0     | 12      | 0       |
| НП            | Владимир Рибич       | 28.03.1981 | 182   | 76   | 3    | 0     | 0     | 0     | 3       | 0       |
| НП            | Костянтин Деревльов  | 11.07.1983 | 173   | 65   | 0    | 0     | 1     | 0     | 1       | 0       |